# Kupang El Tari Airport
Kupang El Tari Airport är en flygplats i Indonesien.   Den ligger i provinsen Nusa Tenggara Timur, i den sydöstra delen av landet, 1 900 km öster om huvudstaden Jakarta. Kupang El Tari Airport ligger 108 meter över havet.
Terrängen runt Kupang El Tari Airport är platt norrut, men söderut är den kuperad. Havet är nära Kupang El Tari Airport åt nordväst. Runt Kupang El Tari Airport är det ganska tätbefolkat, med 129 invånare per kvadratkilometer. Närmaste större samhälle är Kupang, 7,0 km väster om Kupang El Tari Airport. Omgivningarna runt Kupang El Tari Airport är huvudsakligen savann.